# Rellinars
Rellinars é um município da Espanha na comarca de Vallès Occidental, província de Barcelona, comunidade autónoma da Catalunha. Tem 17,81 km² de área e em 2021 tinha 868 habitantes (densidade: 48,7 hab./km²).

## Demografia
| Variação demográfica do município entre 1991 e 2004[carece de fontes?] | Variação demográfica do município entre 1991 e 2004[carece de fontes?] | Variação demográfica do município entre 1991 e 2004[carece de fontes?] | Variação demográfica do município entre 1991 e 2004[carece de fontes?] |
| ---------------------------------------------------------------------- | ---------------------------------------------------------------------- | ---------------------------------------------------------------------- | ---------------------------------------------------------------------- |
| 1991                                                                   | 1996                                                                   | 2001                                                                   | 2004                                                                   |
| 235                                                                    | 326                                                                    | 396                                                                    | 572                                                                    |